# George Henry Kendrick Thwaites
George Henry Kendrick Thwaites (Bristol, 1811 – Kandy, 11 de setembre de 1882) va ser un botànic i entomòleg anglès.
Thwaites estava interessat especialment en les plantes inferiors com les algues i les criptògames. Va demostrar que les diatomees no eren animals. El març de 1849, arran de la mort del botànic George Gardner, Thwaites va ser nomenat superintendent dels jardins botànics a Peradeniya, Ceilan.
Va ser Fellow of the Royal Society el 1865 arran de la seva publicació ‘Enumeratio Plantarum Zeylaniæ,’ – (cinc fascicles 1859–64) Les seves notes formen la par més valuosa de l'obra de Frederic Moore, ‘Lepidoptera of Ceylon' (3 volums. 1880–9). Va establir els vivers la Cinehona, Hakgala, Ceilan.
Els gèneres Thwaitesia i Kendrickia l'honoren.